# Gisela Sparmberg
Gisela Sparmberg, geb. Hippe, (* 6. Februar 1953 in Gräfenroda; † 20. August 2016) war eine deutsche Politikerin der FDP. Sie war im Jahr 2014 rund acht Monate lang Mitglied des Thüringer Landtags.
Sparmberg erhielt das Abitur an der Erweiterten Oberschule in Arnstadt und studierte Wirtschaftswissenschaften an der Friedrich-Schiller-Universität Jena. Das Studium beendete sie mit dem Abschluss als Diplom-Wirtschaftsingenieurin und Diplom-Ingenieurökonomin. 1975 begann sie als Ingenieurin für Produktionsplanung beim VEB Projektierung Wasserwirtschaft Halle am Standort Erfurt. Danach war sie Mitarbeiterin im Erfurter Wirtschaftsrat und hatte mehrere Funktionen bei der VEB Reh-Kinderkleidung inne, die später in der Reh Fashion GmbH aufging. Nach der Wiedervereinigung arbeitete sie als Referentin, Teamleiterin und stellvertretende Abteilungsleiterin für die Treuhandanstalt, die später zur Bundesanstalt für vereinigungsbedingte Sonderaufgaben wurde, in der Niederlassung Erfurt und in Berlin. Seit 1999 arbeitete Sparmberg als selbstständige Mediatorin, Trainerin und Coach beim Mediation Center Erfurt, eine Zeit lang war sie auch Umweltmediatorin im Büro für Landschaftsplanung und ökologische Studien in Erfurt. Von 2010 bis 2013 war sie Geschäftsführerin der Fraktion der FDP im Erfurter Stadtrat. Am 1. Februar 2014 rückte sie für Lutz Recknagel in den Thüringer Landtag nach. Bei der Landtagswahl in Thüringen 2014, bei der die FDP wieder aus dem Landtag ausschied, hatte Sparmberg nicht erneut kandidiert.
Sparmberg war verheiratet und Mutter eines Kindes.